# Malibù
Malibù (in inglese Malibu; in spagnolo Malibú) è una città situata nella parte ovest della contea di Los Angeles, in California. Gli abitanti, nel 2017, erano 12 877.
La città si estende per circa 43 km lungo le coste del Pacifico; è famosa per le sue afose spiagge e per essere la residenza di molte stelle del cinema e dello spettacolo in genere. La città è attraversata dalla Pacific Coast Highway e circoscritta a est da Topanga e dalle Pacific Palisades, a nord dalle Santa Monica Mountains, a nord-ovest dalla Ventura County e a sud dall'Oceano Pacifico. Tra le spiagge più note vi sono la Malibu State Beach e la Topanga State Beach. I parchi, invece, si estendono dal Malibu Creek State Park alla Santa Monica Mountains National Recreation Area.
Una famosa targa recita: "Malibù: uno stile di vita". Altri slogan: "Dove le montagne incontrano il mare", "Un bel paesaggio di 27 miglia".

## Geografia fisica
Secondo lo United States Census Bureau, la città si estende per un'area totale di 261,5 km². Malibù, quindi, è una delle più vaste città della California e degli Stati Uniti in termini di terreni e acque. La terraferma si estende per 51,5 km², mentre le acque coprono un'area di 210,0 km² (i confini della città includono 3 miglia, circa 5 km, nell'oceano). L'area totale è occupata per l'80,32% dall'acqua. Senza considerare la superficie coperta dalle acque, Malibù ha una densità di 244,4 persone per km².
Dall'inizio della sua storia Malibù, a causa della sua particolare posizione geografica, è stata vittima di numerosi disastri naturali, tra i quali inondazioni, incendi e frane.
Una comune e radicata idea sbagliata tra i californiani è che la loro costa si estende uniformemente da nord a sud. Attorno a Malibù (e a Santa Barbara) la fascia costiera va quasi interamente da est a ovest, come la sua arteria principale, la Pacific Coast Highway. Quindi, per esempio, viaggiando verso nord lungo la PCH attraverso Malibù, in realtà si viaggia verso ovest.
Carbon Beach, Surfrider Beach, Broad Beach, Pirate's Cove, Westward Beach, Zuma Beach, e Trancas sono luoghi che si dipanano lungo la costa. Il promontorio di Point Dume costituisce il termine della baia di Santa Monica. La Point Dume State Beach and Natural Preserve offre una vista della penisola di Palos Verdes e dell'isola di Santa Catalina.

### Clima
| Malibù              | Mesi | Mesi | Mesi | Mesi | Mesi | Mesi | Mesi | Mesi | Mesi | Mesi | Mesi | Mesi | Stagioni | Stagioni | Stagioni | Stagioni | Anno |
| Malibù              | Gen  | Feb  | Mar  | Apr  | Mag  | Giu  | Lug  | Ago  | Set  | Ott  | Nov  | Dic  | Inv      | Pri      | Est      | Aut      | Anno |
| ------------------- | ---- | ---- | ---- | ---- | ---- | ---- | ---- | ---- | ---- | ---- | ---- | ---- | -------- | -------- | -------- | -------- | ---- |
| T. max. media (°C)  | 18,8 | 19,2 | 19,3 | 20,4 | 20,9 | 22,5 | 24,7 | 25,3 | 25,1 | 24,1 | 21,4 | 19,1 | 19,0     | 20,2     | 24,2     | 23,5     | 21,7 |
| T. min. media (°C)  | 7,7  | 8,1  | 8,4  | 9,6  | 11,4 | 13,0 | 14,7 | 15,5 | 14,8 | 12,7 | 9,9  | 7,9  | 7,9      | 9,8      | 14,4     | 12,5     | 11,1 |
| Precipitazioni (mm) | 78   | 72   | 53   | 23   | 3    | 1    | 0    | 1    | 4    | 6    | 52   | 49   | 199      | 79       | 2        | 62       | 342  |

## Storia
Malibù comprendeva una parte del territorio dei Chumash, una tribù di nativi americani. Al tempo venne chiamata "Humaliwo" o "l'onda scroscia rumorosamente". 

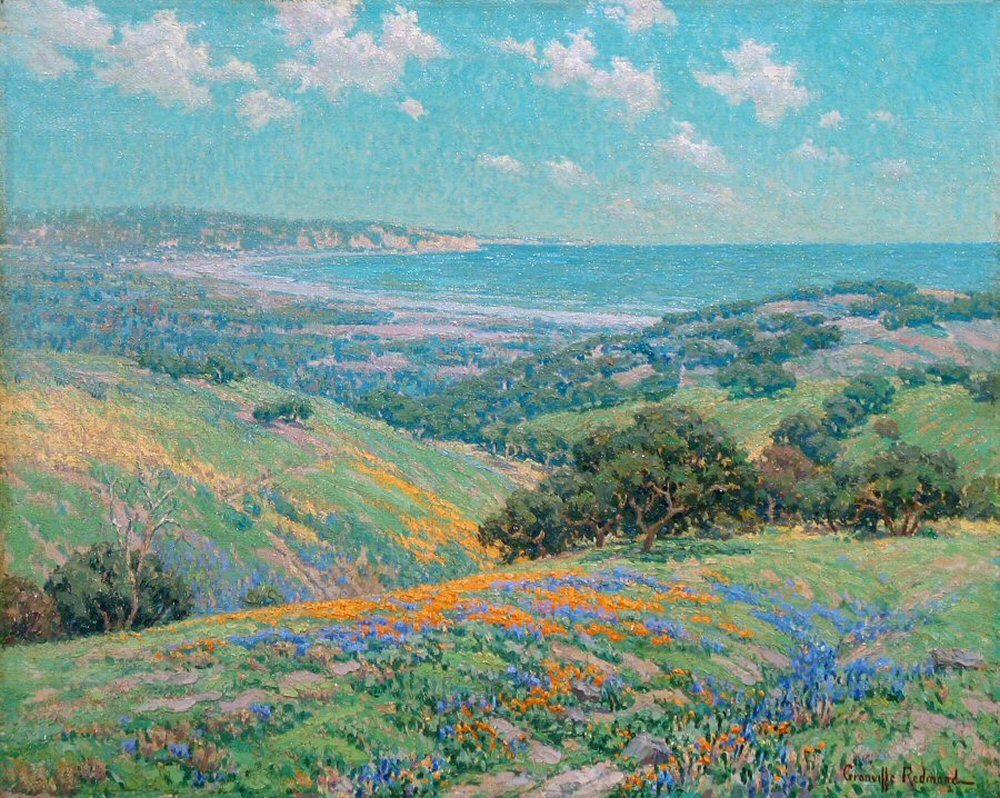
Granville Redmond Malibu Coast Spring (1929) Los Angeles County Museum of Art

Nel 1542, l'esploratore spagnolo Juan Cabrillo sbarcò nella laguna di Malibù, nel cuore delle insenature della costa del Pacifico, con l'intento di rinfrescarsi nelle fresche acque. La presenza spagnola ritornò in California grazie alle missioni cristiane e l'area cittadina divenne parte di un'ampia concessione territoriale nel 1802. Nel 1891 questa enorme area rimase intatta agli affari economici di Frederick Hastings Rindge, che, insieme alla moglie Rhoda May Rindge, protesse la sua privacy assumendo guardie per evitare coloro che attraversavano i confini e combattendo un'aspra lotta giudiziaria per prevenire la costruzione di una linea ferroviaria. C'erano ancora poche strade prima del 1929, quando lo Stato statunitense vinse un'altra causa e venne costruita la cosiddetta Pacific Coast Highway. Quindi May Rindge fu costretta a distribuire le sue proprietà e cominciò a vendere e affittare terreni. La casa dei Rindge, conosciuta con il nome di Adamson House, fa oggi parte del Malibu Creek State Park ed è situata tra la laguna di Malibù e Surfrider Beach, nei pressi del molo che fu originariamente costruito per il panfilo della famiglia. La Malibu Colony fu una delle prime aree a essere occupata, e si trova nella sponda opposta alla laguna.
Nel 1926, per far fronte alla grave perdita di terreni, Rhoda May Rindge fondò una piccola fabbrica di mattonelle di ceramica. La Malibu Potteries impiegò oltre 100 lavoratori, producendo mattonelle che decoravano gli edifici pubblici nell'area di Los Angeles e le residenze a Beverly Hills. La fabbrica, situata a mezzo miglio di distanza dal molo, fu devastata da un incendio nel 1931. Sebbene essa avesse riaperto parzialmente nel 1932, non riuscì a ristabilizzarsi dagli effetti della grande depressione e dalla rapida diminuzione dei progetti edilizi nel Sud della California. 
L'architettura a Malibù è un chiaro esempio di ibrido fra stile moresco e corrente delle arti e dei mestieri. Tracce di questo connubio si possono ammirare alla Adamson House e alla Serra Retreat, una casa di cinquanta stanze che cominciò a essere costruita negli anni venti e doveva ospitare la famiglia Rindge. L'edificio, incompleto, venne venduto all'Ordine francescano nel 1942, ma nel 1970 venne distrutto da un incendio e fu ricostruito con i mattoni originali.
L'attore Martin Sheen è stato nominato sindaco onorario per l'anno 1989.

## Cultura
A Malibù ebbe la prima sede la Getty Foundation, nella Getty Villa, oggi museo d'arte mediterranea antica la cui architettura si ispira fedelmente alla villa dei Papiri di Ercolano.

## Politica

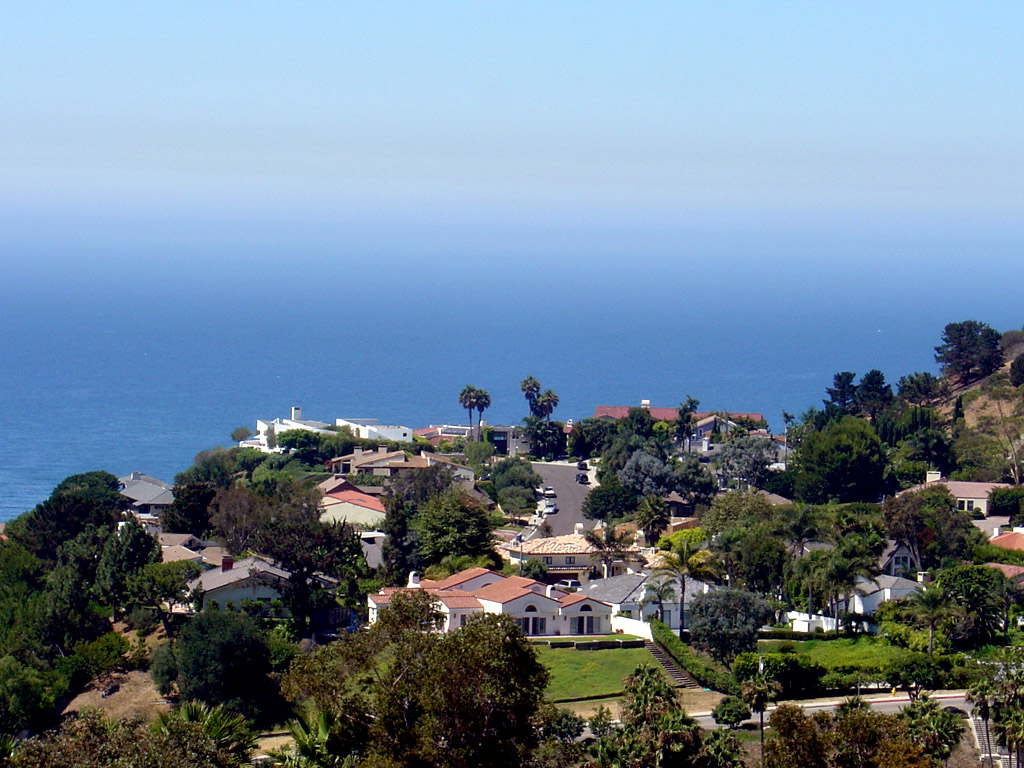
Università Pepperdine

Malibù è una città di spiccata inclinazione per il Partito Democratico, come gran parte della contea di Los Angeles. Infatti John Kerry ottenne nel 2004 il 60% dei voti, mentre George W. Bush riscosse solo il 39% dei consensi. Tuttavia la Pepperdine University è considerata uno dei college più conservatori dell'ovest degli Stati Uniti.